# Theremin Center
Das Theremin Center für Elektroakustische Musik ist ein Institut in Moskau, das sich Kunst und Technik im Umfeld elektronischer Musik befasst. Es wurde 1992 von einer Gruppe aus Musikern und Computerenthusiasten unter der Leitung von Andrei Smirnov gegründet. Es ist nach Leon Theremin benannt, dem Erfinder des Theremins, einem der ersten weit verbreiteten elektronischen Musikinstrumente.

## Geschichte

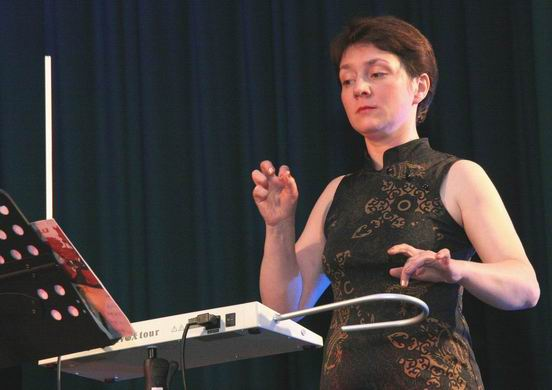
Lidija Kawina spielt auf dem Theremin

Das Theremin Center strebt ein Zusammenwirken von Musikern, Künstlern, Wissenschaftlern und Technologen an, die auf die Realisierung experimenteller künstlerischer Projekte ausgerichtet ist. Das Zentrum ist als Basis für die Durchführung interdisziplinärer Forschung in Bereichen wie Computermusik, elektroakustische Musik, interaktive Systeme, Multimedia, einschließlich Tanz, bildende Kunst usw., sowie als Zentrum für die Entwicklung und Schaffung innovativer Programme, technischer Geräte und Methoden gedacht. Dazu finden auch workshops mit internationalen Musikern statt.
Von Anfang an war der Betrieb des Theremin Center auf gemeinnütziger Basis vorgesehen, und die meisten Dienstleistungen und Geräte wurden von den Gründern und Sponsoren des Theremin-Zentrums gespendet. Professor Jon Appleton gründete den Internationalen Beirat und half bei der Entwicklung des Instituts sowie beim Aufbau kontinuierlicher Beziehungen innerhalb der internationalen musikalischen und wissenschaftlichen Gemeinschaft.
Das Moskauer Staatlichen Konservatorium stellte Räumlichkeiten zur Verfügung. Es handelte sich um einen Teil des Labors für Tonaufnahme und musikalische Akustik, in dem bereits Leon Theremin in den 1960er Jahren seine Forschungen durchführte.
Seit 2005 ist das Theremin-Zentrum ein Teil des Elektroakustischen Zentrums am Moskauer Staatlichen Konservatorium.

## Personen
- Direktor des Theremin Centers: Andrey Smirnov
- Mitglieder des Vorstands: Andrey Smirnov, Lidija Kawina, Elisabeth Schimana

## Sonstiges
- Im Jahre 2001 wurde aus dem Theremin Center eine Reihe interstellarer Musiksendungen zu entfernten Sternensystemen gesendet. Beteiligte Künstler waren u. a. Lidija Kawina, Yana Aksenova und Anton Kerchenko[4]